# San Miguel del Monte (Michoacán)
San Miguel del Monte es una localidad que está situada en el municipio de Morelia en Michoacán de Ocampo. Hay 1,211 habitantes. En la lista de los pueblos más poblados de todo el municipio, es el número 30 del ranking. San Miguel del Monte está a 2,140 metros de altitud.

## Población
| Año  | Habitantes Mujeres | Habitantes hombres | Total habitantes |
| ---- | ------------------ | ------------------ | ---------------- |
| 2020 | 616                | 595                | 1211             |
| 2010 | 445                | 447                | 892              |
| 2005 | 359                | 367                | 726              |